# Saint-Paul-Flaugnac
Saint-Paul-Flaugnac is een gemeente in het Franse departement Lot (regio Occitanie). De plaats maakt deel uit van het arrondissement Cahors. Saint-Paul-Flaugnac is op 1 januari 2016 ontstaan door de fusie van de gemeenten Saint-Paul-de-Loubressac en Flaugnac. De gemeente telde 981 inwoners op 1 januari 2022.

## Geografie
De oppervlakte van Saint-Paul-Flaugnac bedroeg op 1 januari 2022 51,15 vierkante kilometer; de bevolkingsdichtheid was toen 19,2 inwoners per km².

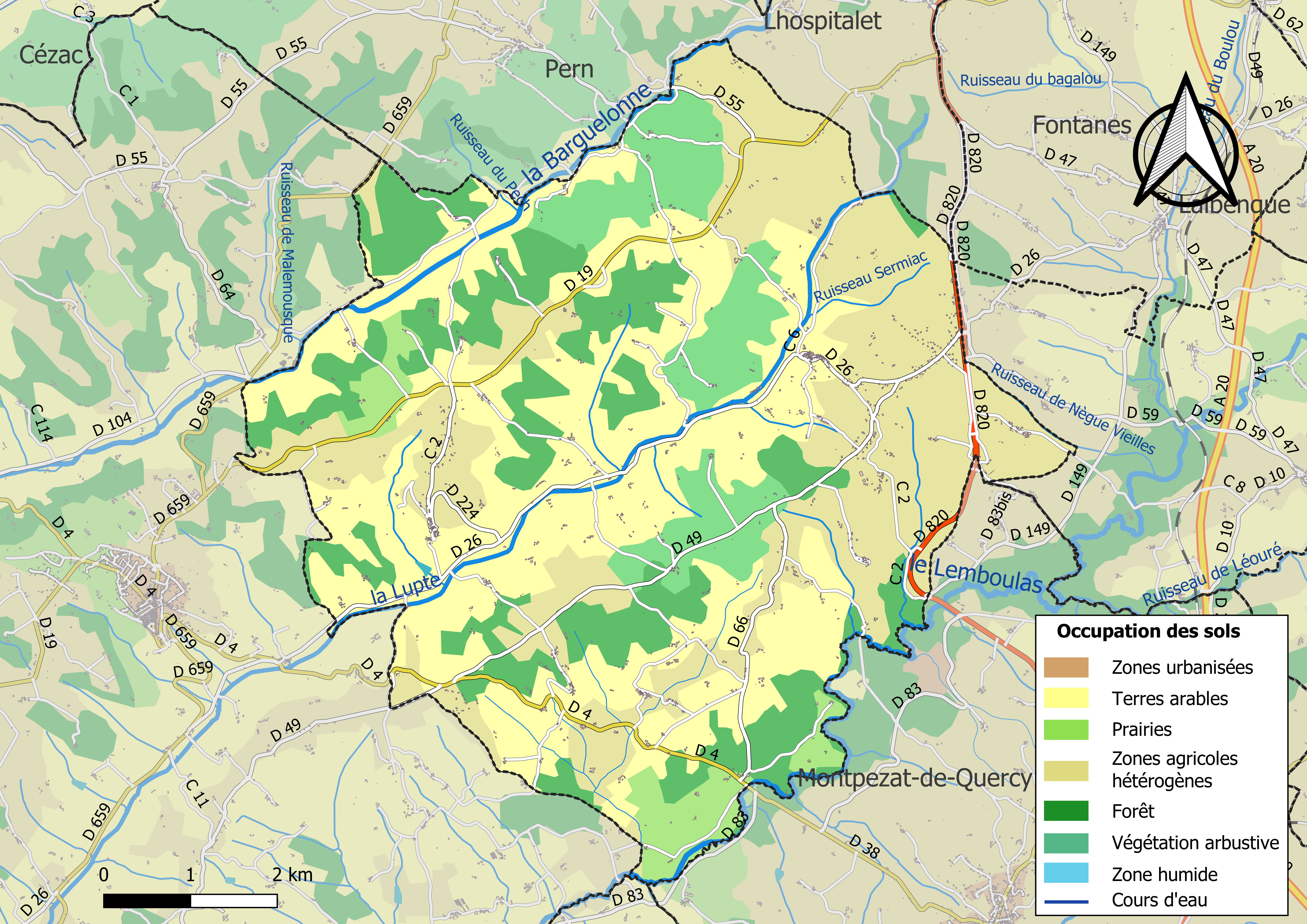
Kaart van de gemeente met de belangrijkste infrastructuur, bodemgebruik en omliggende gemeenten